# Ян, Георг
Георг Ян (нем. Georg Jan, итал. Giorgio Jan, 1791—1866) — австрийский ботаник и зоолог венгерского происхождения, длительное время работавший в Италии.

## Биография
Родился в Вене 21 декабря 1791 года. Некоторое время работал ассистентом в Венском университете, в 1816 году был назначен профессором ботаники Пармского университета, а также директором его ботанического сада.
В 1838 году Ян стал первым директором Миланского музея естественной истории, образованного после смерти Джузеппе Кристофориса, передавшего городу Милану свои богатые коллекции образцов животных. Ян и Кристофорис до этого совместно описали ряд новых видов насекомых и моллюсков.
Гербарий Яна, насчитывавший около 17 тысяч образцов растений, был оставлен Миланскому музею, также ему были переданы многочисленные образцы животных, окаменелостей и минералов, собранные учёным.
Скончался Георг Ян 8 мая 1866 года.

## Некоторые научные работы
- Jan, G. Catalogus plantarum phaenogamarum, ad usum botanophilorum exsiccatarum. — Parma, 1818. — 79 p.
- Jan, G. Elenchus plantarum quae in horto ducali botanico Parmensi anno MDCCCXXVI coluntur. — Parma, 1831. — 37 p.
- Jan, G. Enumeratio methodica plantarum exsiccatarum. — Parma, 1831. — 39 p.

## Роды, названные именем Г. Яна
- Jania J.V.Lamour., 1812
- Jania Schult. & Schult.f., 1830, nom. illeg. — Baeometra Salisb. ex Endl., 1836, nom. nov. — Kolbea Schltdl., 1826, nom. illeg.